# Tierra de Nares
La Tierra de Nares o isla de Nares es una isla ribereña deshabitada localizada en aguas del mar de Lincoln, frente a la costa septentrional de Groenlandia. Tiene una superficie de 1466 km², que la convierten en la octava isla mayor de Groenlandia y en la 257.ª del mundo.   
La isla Nares es parte del Parque Nacional del noreste de Groenlandia (que comprende toda la parte noreste de Groenlandia). 